# Trifolium dubium
Trifolium dubium là một loài thực vật có hoa trong họ Đậu. Loài này được Sibth. miêu tả khoa học đầu tiên.

## Hình ảnh

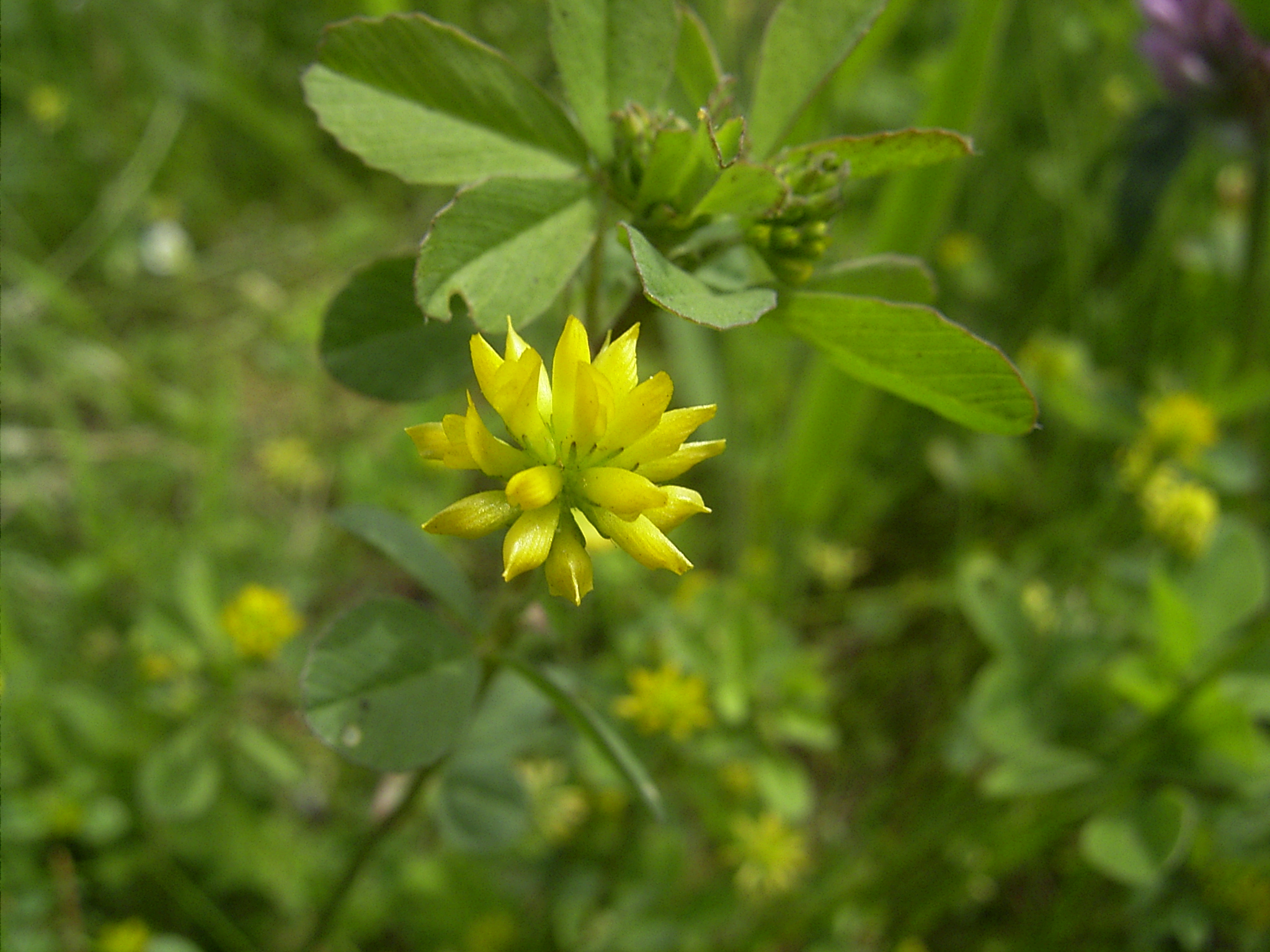
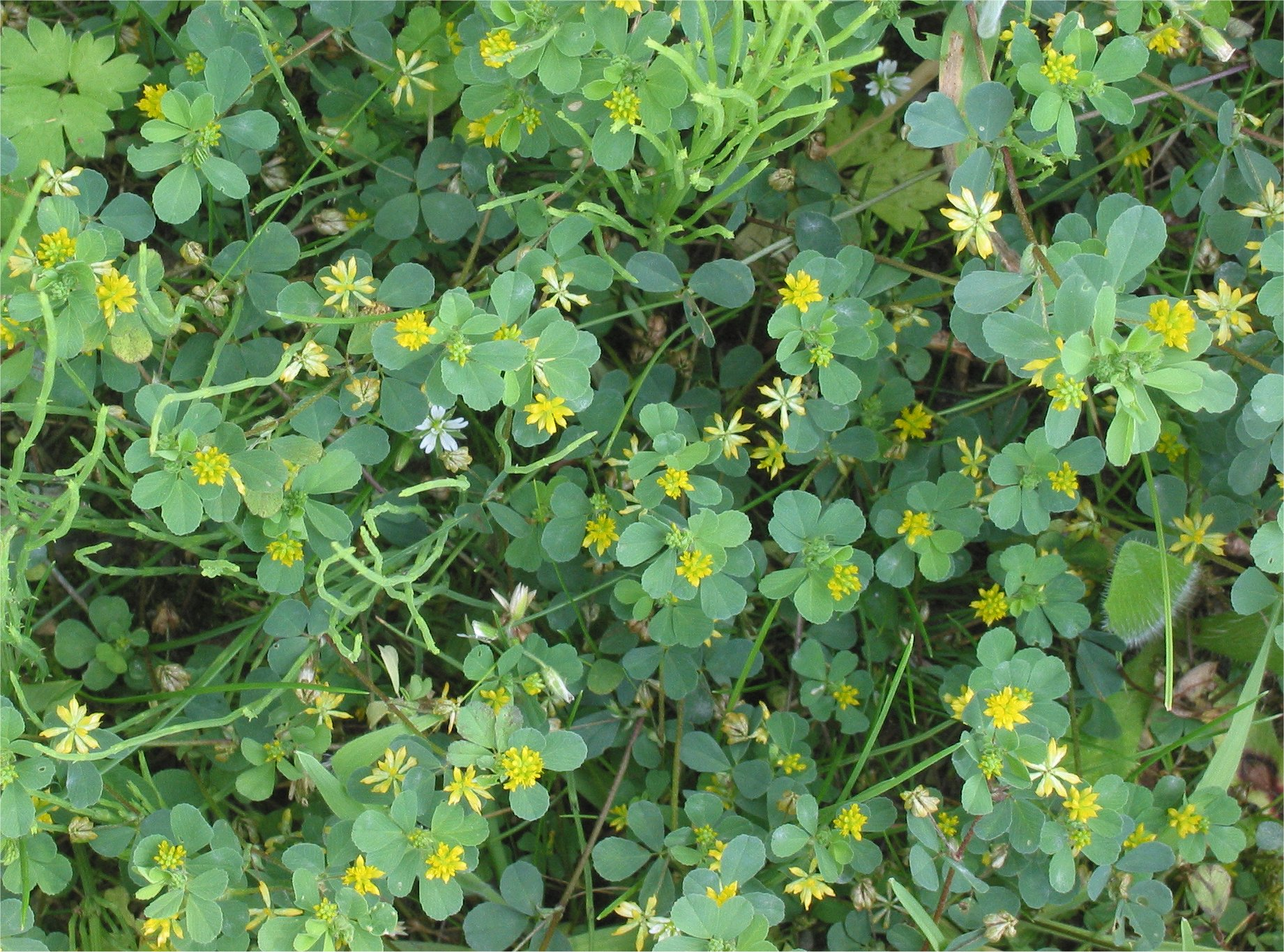
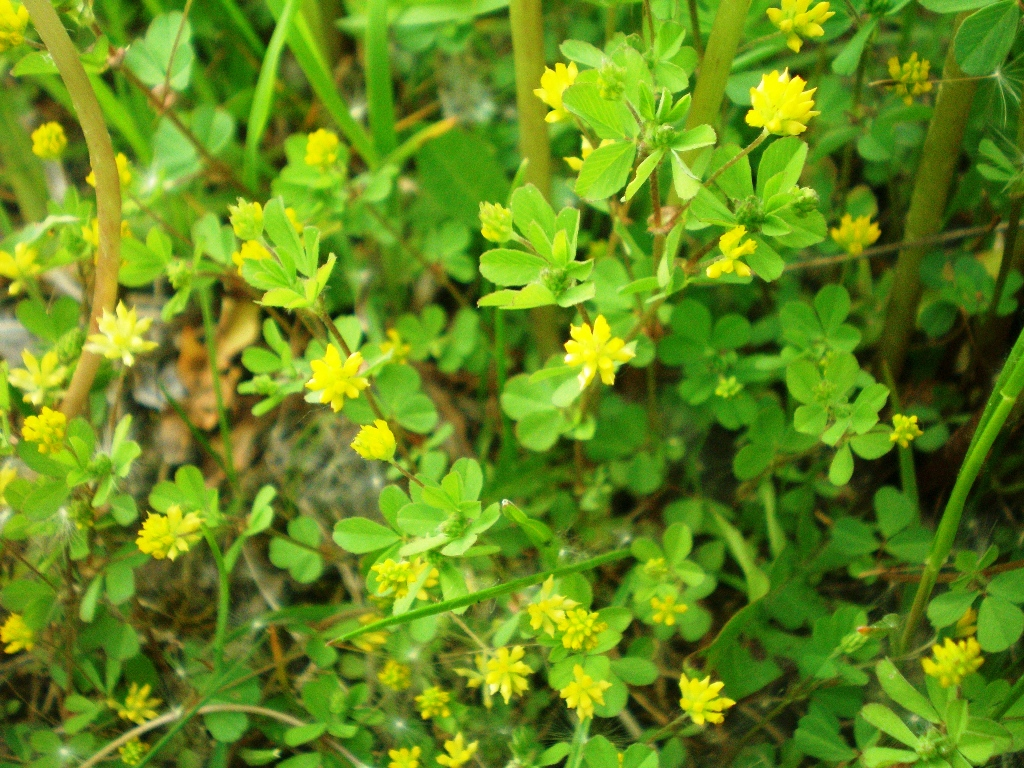